# Cotyledon (Gattung)
Cotyledon ist eine Gattung aus der Familie der Dickblattgewächse (Crassulaceae).

## Beschreibung
In der Gattung gibt es sowohl Blatt- als auch Stammsukkulente, die den größten Teil des Jahres blattlos sind. Es gibt sowohl winzige Arten als auch große als Sträucher wachsende Arten. Die Blätter sind dickfleischig, oft pelzig behaart und weiß oder silbrig, braun oder grünlich gelb. Die Samen sitzen in trockenen, papierartigen Hülsen.
Die zwittrigen, radiärsymmetrischen Blüten sind fünfzählig. Insekten bestäuben sie (Entomophilie). Die fünf Kronblätter sind verwachsen. Es sind zwei mal fünf Staubblätter vorhanden, die untereinander frei, aber mit den Kronblättern verwachsen sind. Die fünf Fruchtblätter können frei bis etwas verwachsen sein (apocarp bis syncarp). Es werden meist Balgfrüchte gebildet. Die Früchte enthalten zahlreiche ölhaltige Samen.

## Verbreitung

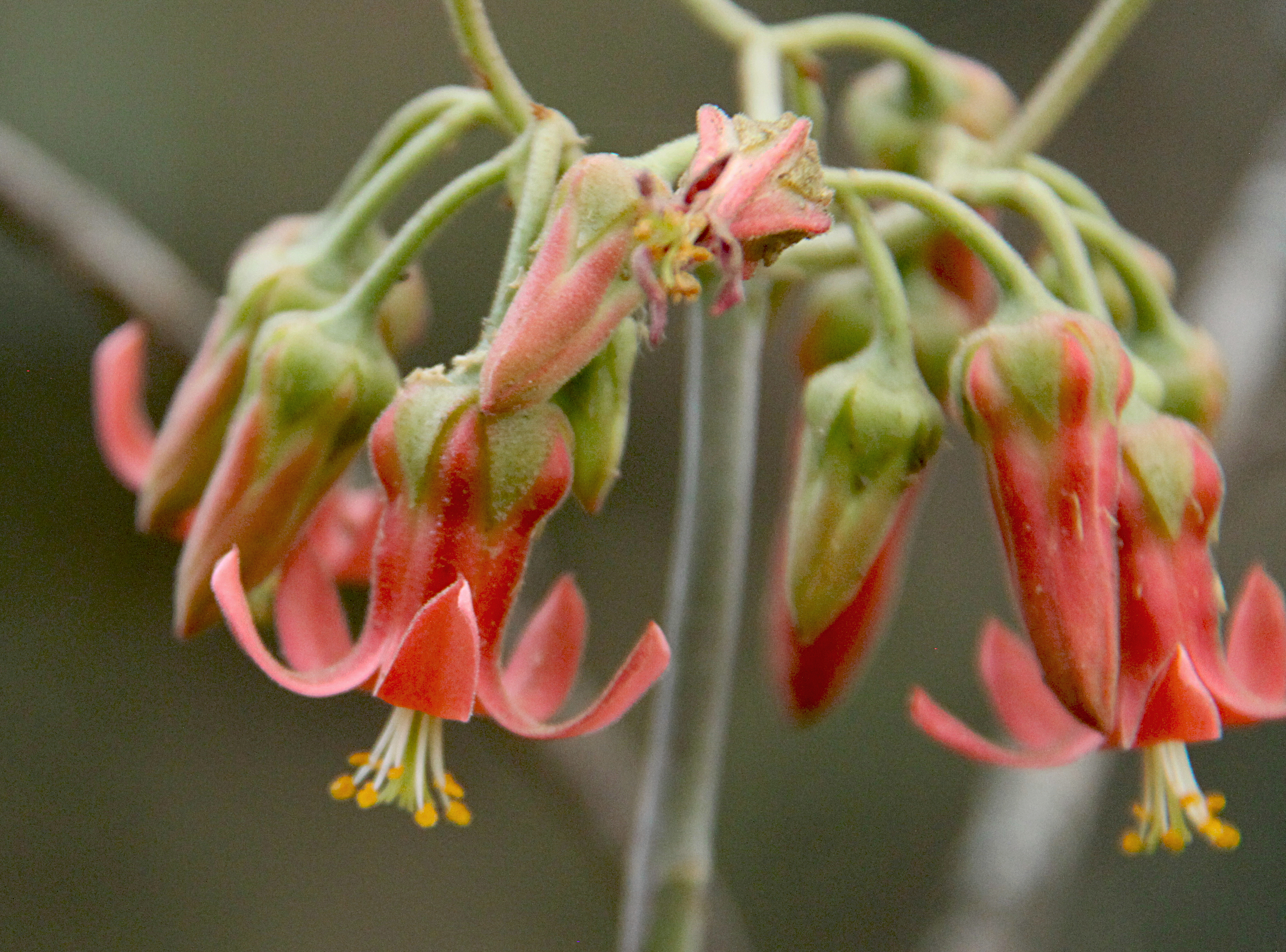
Cotyledon barbeyi, Blütenstand

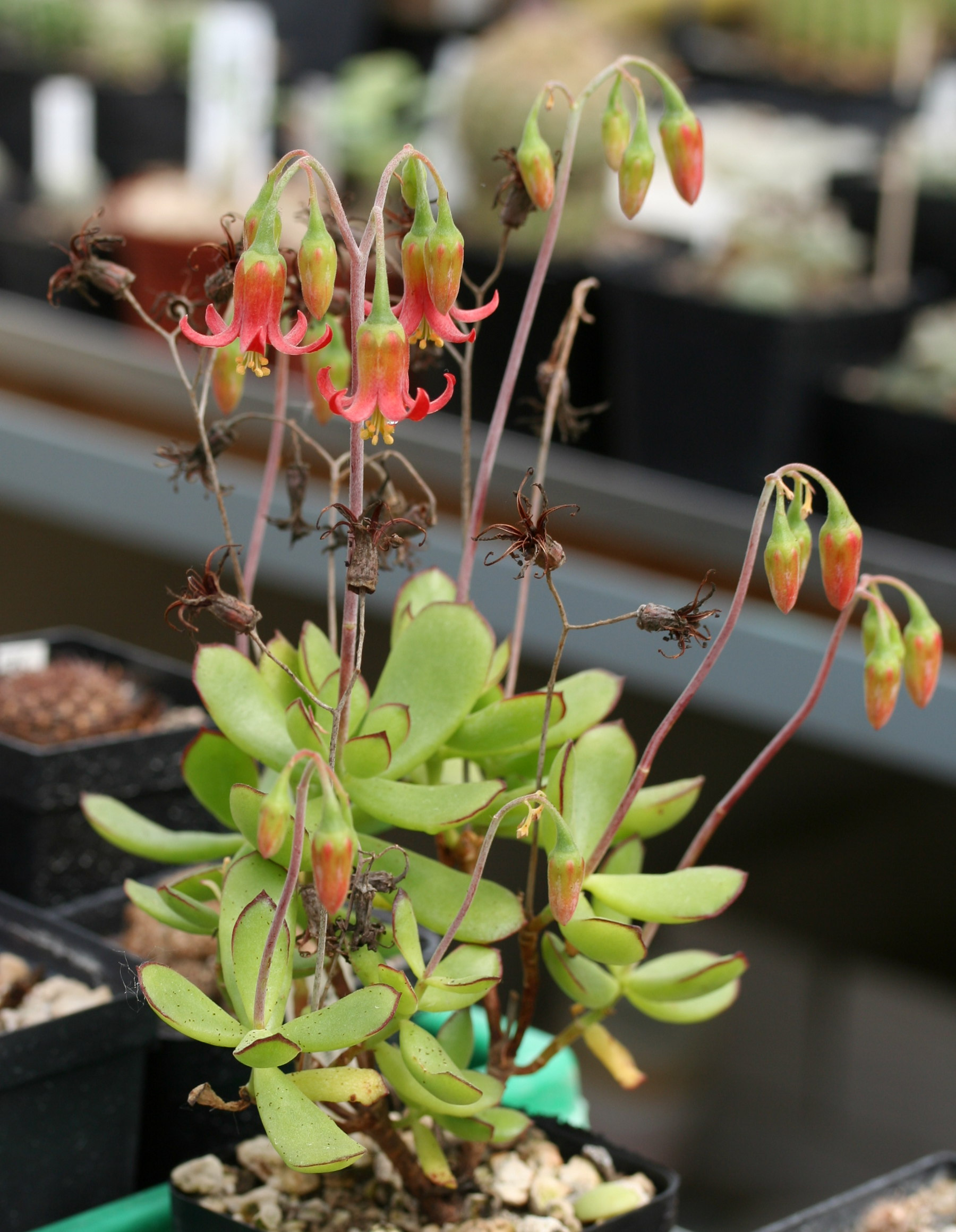
Cotyledon eliseae

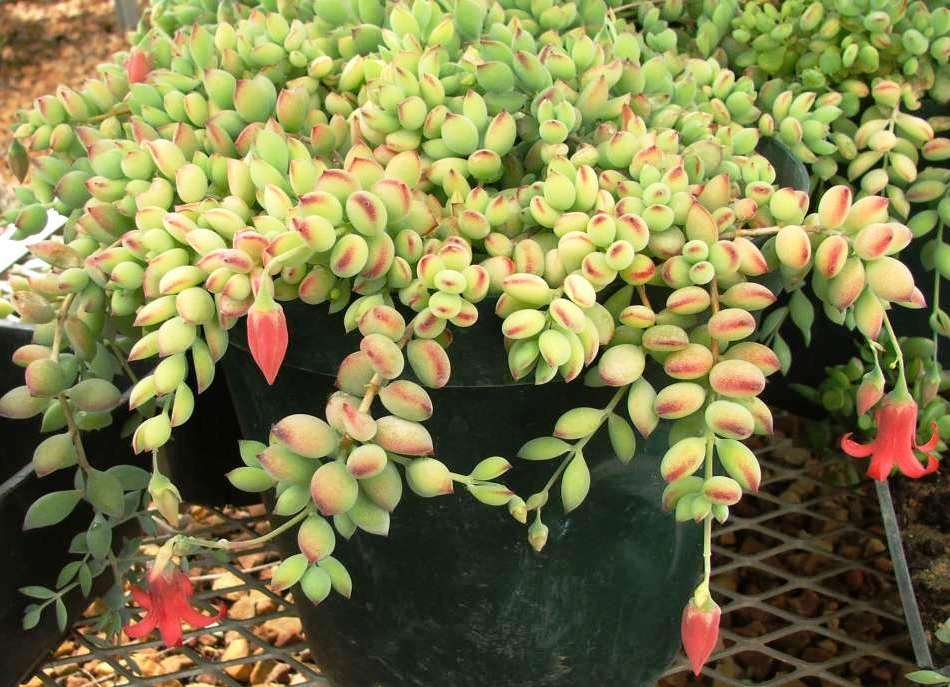
Cotyledon pendens

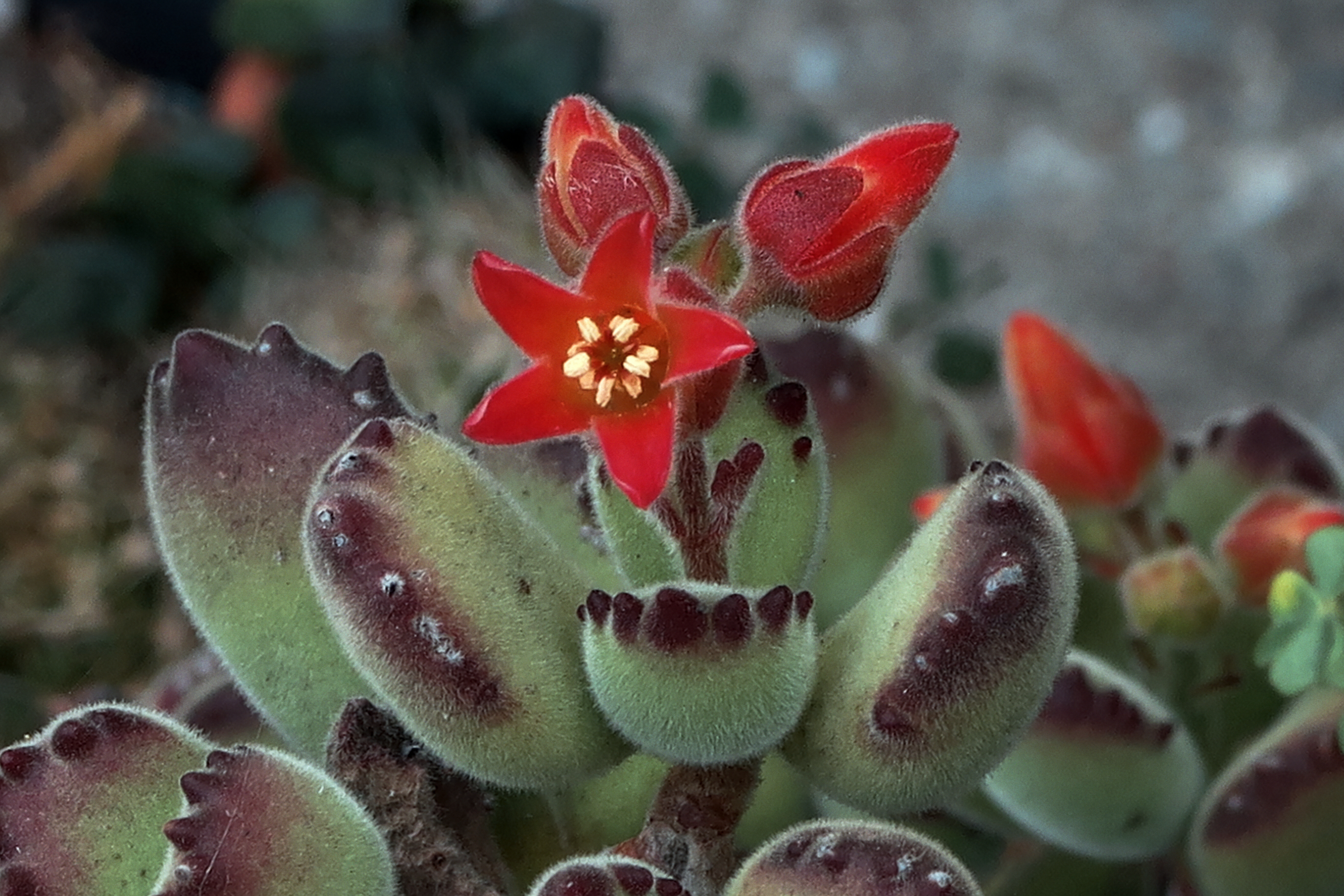
Cotyledon tomentosa

Das Verbreitungsgebiet der Arten sind die Trockengebiete Afrikas, von Südafrika bis Äthiopien und die Arabische Halbinsel. Die Capensis ist das Zentrum der Artenvielfalt.

## Arten
In der Gattung gibt es etwa 10 Arten. Früher standen sehr viele andere Arten der Crassulaceen in dieser Gattung. Diese sind jetzt in eigenständigen Gattungen eingeordnet (z. B. Echeveria, Rosularia und Umbilicus). Die Typusart der Gattung ist Cotyledon orbiculata L.
- Cotyledon adscendens R.A.Dyer
- Cotyledon barbeyi Schweinf. ex Baker; Heimat: Jemen, Äthiopien, Somalia
- Cotyledon campanulata Marloth
- Cotyledon cuneata Thunb.
- Cotyledon egglii van Jaarsv.: Sie kommt in Mpumalanga vor.[1][2]
- Cotyledon eliseae van Jaarsv.
- Cotyledon gloeophylla van Jaarsv.: Sie kommt in Südafrika vor.[1][3]
- Cotyledon orbiculata L.; mit fünf Varietäten:
  - Cotyledon orbiculata var. dactylopsis Toelken
  - Cotyledon orbiculata var. flanaganii (Schönland & Baker) Toelken; Heimat: Kap
  - Cotyledon orbiculata var. oblonga (Haw.) DC., Heimat: Kap
  - Cotyledon orbiculata var. orbiculata; Heimat: Südafrika, Namibia, Angola, in Frankreich und Spanien stellenweise eingebürgert. Diese Varietät trägt auch den deutschen Namen Schweinsohr.[4]
  - Cotyledon orbiculata var. spuria (L.) Toelken
- Cotyledon papillaris L.f.; Heimat: Kap
- Cotyledon pendens van Jaarsv.; Heimat: Kap
- Cotyledon petiolaris van Jaarsv.: Südafrika.[1][5]
- Cotyledon tanquana van Jaarsv.: Südafrika.[6]
- Cotyledon tomentosa Harv.
  - Cotyledon tomentosa subsp. ladismithensis (Poelln.) Toelken
  - Cotyledon tomentosa subsp. tomentosa
- Cotyledon velutina Hook.f.
- Cotyledon woodii Schönland & Baker f.